# Kivulopa caudata
Kivulopa caudata är en insektsart som beskrevs av Van Stalle 1982. Kivulopa caudata ingår i släktet Kivulopa och familjen dvärgstritar. Inga underarter finns listade i Catalogue of Life.